# Vindfjella
Die Vindfjella (norwegisch für Windgebirge) ist eine Gebirgsgruppe im ostantarktischen Königin-Maud-Land. Am westlichen Ende des Gebirges Sør Rondane liegt sie westlich der Smedfjella.
Wissenschaftler des Norwegischen Polarinstituts benannten sie 2017.